# Sebastian Holmén
Rasmus Sebastian Holmén (Borås, 29 aprile 1992) è un calciatore svedese, difensore dell'Elfsborg.

## Biografia
È fratello minore del centrocampista Samuel Holmén.

## Statistiche

### Cronologia presenze e reti in nazionale
| Cronologia completa delle presenze e delle reti in nazionale ― Svezia | Cronologia completa delle presenze e delle reti in nazionale ― Svezia | Cronologia completa delle presenze e delle reti in nazionale ― Svezia | Cronologia completa delle presenze e delle reti in nazionale ― Svezia | Cronologia completa delle presenze e delle reti in nazionale ― Svezia | Cronologia completa delle presenze e delle reti in nazionale ― Svezia | Cronologia completa delle presenze e delle reti in nazionale ― Svezia | Cronologia completa delle presenze e delle reti in nazionale ― Svezia |
| Data                                                                  | Città                                                                 | In casa                                                               | Risultato                                                             | Ospiti                                                                | Competizione                                                          | Reti                                                                  | Note                                                                  |
| --------------------------------------------------------------------- | --------------------------------------------------------------------- | --------------------------------------------------------------------- | --------------------------------------------------------------------- | --------------------------------------------------------------------- | --------------------------------------------------------------------- | --------------------------------------------------------------------- | --------------------------------------------------------------------- |
| 15-1-2015                                                             | Abu Dhabi                                                             | Costa d'Avorio                                                        | 0 – 2                                                                 | Svezia                                                                | Amichevole                                                            | -                                                                     | 89’                                                                   |
| 19-1-2015                                                             | Abu Dhabi                                                             | Svezia                                                                | 0 – 1                                                                 | Finlandia                                                             | Amichevole                                                            | -                                                                     | 85’                                                                   |
| 6-1-2016                                                              | Abu Dhabi                                                             | Estonia                                                               | 1 – 1                                                                 | Svezia                                                                | Amichevole                                                            | -                                                                     |                                                                       |
| 10-1-2016                                                             | Abu Dhabi                                                             | Svezia                                                                | 3 – 0                                                                 | Finlandia                                                             | Amichevole                                                            | -                                                                     | 62’                                                                   |
| 8-10-2020                                                             | Mosca                                                                 | Russia                                                                | 1 – 2                                                                 | Svezia                                                                | Amichevole                                                            | -                                                                     |                                                                       |
| 11-11-2020                                                            | Brondby                                                               | Danimarca                                                             | 2 – 0                                                                 | Svezia                                                                | Amichevole                                                            | -                                                                     | 75’                                                                   |
| Totale                                                                |                                                                       | Presenze                                                              | 6                                                                     |                                                                       | Reti                                                                  | 0                                                                     |                                                                       |

## Palmarès

### Club

#### Competizioni nazionali
- Campionato svedese: 1

Elfsborg: 2012
- Coppa di Svezia: 1

Elfsborg: 2013-2014
- Pervenstvo Futbol'noj Nacional'noj Ligi: 1

Dinamo Mosca: 2016-2017

### Nazionale
- Campionato d'Europa Under-21: 1

Svezia 2015